# ماريانو أوسبينا بيريز
ماريانو أوسبينا بيريز (بالإسبانية: Luis Mariano Ospina Pérez)‏ (و. 1891 – 1976 م) هو سياسي، ومهندس، ومهندس تعدين من كولومبيا ولد في ميديلين.

## روابط خارجية
- ماريانو أوسبينا بيريز على موقع الموسوعة البريطانية (الإنجليزية)